# Marktvorm
Een marktvorm is het geheel van omstandigheden waaronder ondernemingen met elkaar concurreren.

## Marktvormen
Wanneer een markt bepaalde kenmerken vertoont, spreekt men van een marktvorm.
Markt staat hier voor het geheel van vraag en aanbod van een product; we hebben het over abstracte markten.
Om welke marktvorm het gaat wordt in hoofdzaak bepaald door vier factoren: de aard van de producten, het aantal aanbieders, de doorzichtigheid van de markt en de mogelijkheid om toe te treden tot deze markt.

### De aard van de producten
Er is een verschil tussen homogene producten en heterogene producten
Een homogeen product, is een product waarvan elke eenheid in de ogen van de afnemer precies hetzelfde is. Voorbeelden hiervan zijn valuta, aandelen of ruwe olie.
Heterogene producten zijn producten die verschillen in de ogen van de afnemer. Het merk, de kwaliteit en de service van de aanbieder zijn van belang. Voorbeelden hiervan zijn: frisdrank, auto's en kleding.

### Het aantal aanbieders
Er wordt verschil gemaakt tussen markten met één aanbieder (monopolie), een beperkt aantal aanbieders (oligopolie) en zeer veel aanbieders (volledige mededinging).

### Het aantal afnemers
Ook in het aantal afnemers wordt er onderscheid gemaakt. Een bedrijf dat halffabricaten produceert kan op een markt terechtkomen waar slecht één afnemer is (monopsonist) of een beperkt aantal afnemers (oligopsonie), de laatste mogelijkheid is een polyopsonie waarbij er veel afnemers actief zijn op een markt.
Een bedrijf dat eindproducten produceert opereert op de consumentenmarkt en heeft dus zeer veel afnemers.

### Toetreding tot de markt
De toetreding tot een markt kan vrij zijn of beperkt worden door marktbarrières. Voorbeelden van zulke barrières zijn patentbelemmeringen, vestigingseisen of juridische barrières.

## Marktvormen
Als gevolg van deze factoren bestaat er een groot aantal marktvormen, dit zijn: volledige mededinging, monopolistische concurrentie, homogeen oligopolie, heterogeen oligopolie en monopolie.

## Schema: Marktvormen
| Aantal aanbieders | Aantal afnemers | Homogeen                          | Heterogeen                                          |
| ----------------- | --------------- | --------------------------------- | --------------------------------------------------- |
| veel              | veel            | volledige mededinging (polypolie) | monopolistische concurrentie (heterogeen) polypolie |
| weinig            | veel            | homogeen oligopolie               | heterogeen oligopolie                               |
| één               | veel            | monopolie                         | monopolie                                           |

aanbod · aandeel · balans · bank · bedrijf · bedrijfsvorm · belegging · beroep · centrale bank · deflatie · economisch model · economische groei · effectenbeurs · elasticiteit · geld · handel · handelsoorlog · handelsrecht · handelsregister · inflatie · kartel · kredietcrisis · Kamer van Koophandel · lening · marketing · markt · marktaandeel · markteconomie · marktfalen · marktwerking · mededinging · modaal inkomen · monopolie · monopolistische concurrentie · monopsonie · oligopolie · omzetbelasting · overheidsfalen · perfecte markt · prijs · prijsafspraak · solvabiliteit · staatsbankroet · staatsschuld · vraag · volkomen concurrentie